# Sela (gmina Bijelo Polje)
Sela (cyr. Села) – wieś w Czarnogórze, w gminie Bijelo Polje. W 2011 roku liczyła 41 mieszkańców.